# Glim Sogn
Glim Sogn er et sogn i Lejre Provsti (Roskilde Stift).
I 1800-tallet var Glim Sogn fra Sømme Herred anneks til Rorup Sogn fra Ramsø Herred. Begge herreder hørte til Roskilde Amt. Rorup-Glim sognekommune blev ved kommunalreformen i 1970 indlemmet i Lejre Kommune.
I Glim Sogn ligger Glim Kirke.
I sognet findes følgende autoriserede stednavne:
- Assersmølle (bebyggelse)
- Glim (bebyggelse, ejerlav)
- Gøderup (bebyggelse, ejerlav)
- Helvigmagle (bebyggelse, ejerlav)
- Langvad (bebyggelse)
- Tvillinggårde (bebyggelse)
- Øm (bebyggelse, ejerlav)